# Longitarsus messerschmidtiae
Longitarsus messerschmidtiae es un coleóptero de la familia Chrysomelidae. Fue descrita científicamente en 1860 por Wollaston.